# Inyección Muscular Autóloga Facial
La Inyección Muscular Autóloga Facial (en inglés Facial Autologous Muscular Injection, abreviada como FAMI; también conocida como "inyección muscular autóloga de grasa") es un procedimiento mínimamente invasivo, de rejuvenecimiento facial sin incisión. FAMI es un procedimiento de transferencia de grasa usado para resolver la pérdida de volumen en cara debido al envejecimiento, o para restaurar músculos y huesos faciales. El procedimiento involucra remover células madre adultas de tejido adiposos de otra parte del cuerpo, y refinarla para poder reinyectar tejido adiposo vivo en áreas específicas de la cara sin incisiones. FAMI es un procedimiento de consulta externa y una alternativa para rellenos o estiramientos faciales. El procedimiento no requiere de anestesia general y los riesgos de una reacción alérgica son mínimos debido al uso del propio tejido del paciente, usado como inyección facial.

## Historia
Los procedimientos de trasplante de grasa se han usado por décadas para restaurar volumen de cara, como resultado de ello, durante los años se han desarrollado varias técnicas. La inyección muscular autóloga (FAMI) fue desarrollada en 1996 por Roger E. Amar M.D., un cirujano plástico francés.
Amar es fundador y director de FAMI International Academy en Marbella, España. FAMI fue introducido en los Estados Unidos en 2001. El procedimiento FAMI difiere de otros procedimientos de trasplante de grasa en que considera las trayectorias vasculares faciales del paciente y usa su propio tejido adiposo para resolver la pérdida de volumen en la cara sin tener que hacer incisiones.

## Indicaciones
Las inyecciones musculares autólogas se efectúan para rejuvenecer la cara del paciente y reducir la apariencia de los efectos naturales del envejecimiento. El procedimiento también se puede usar para mejorar los resultados insatisfactorios de otros procedimientos, tales como la cirugía de estiramiento facial. Las indicaciones incluyen depresiones o huecos en la cara a causa del envejecimiento, trauma o una cirugía previa así como por papadas caídas debido a la pérdida de volumen en la cara superior.
FAMI se puede usar combinada con cirugía debajo de la papada para resolver la apariencia de cuellos caídos y caras esqueléticas, o caras que muestran estructuras demasiado delgadas caracterizadas por cavernosidades infraorbitales usualmente a causa de pérdida de peso.

## Procedimiento
Las inyecciones musculares autólogas son procedimientos dirigidas a la grasa autológa multiplanar profunda. El procedimiento FAMI consiste de un autoinjerto de células madre adultas con el fin de regenerar músculos y huesos. Las células madre adultas se toman de un área de tejido adiposo en una área separada del cuerpo, típicamente de la cadera, rodilla o abdomen. La grasa y las células madre recolectadas se concentran y refinan. Luego, las células madre son reinyectadas en los músculos de la cara. Específicamente, las inyecciones se aplican en proximidad o dentro los músculos responsables de la expresión facial.
Mediante la reconstrucción de las estructuras de la cara con las propias células madre adultas, el procedimiento FAMI rejuvenece la cara del paciente, al restaurar el volumen de los músculos y huesos faciales. Los procedimientos FAMI no son quirúrgicos, son procedimientos de consulta externa que no requieren el uso de bisturí o incisiones, en su lugar se utilizan cánulas diseñadas especialmente que siguen las curvaturas del cráneo para transferir y colocar el tejido adiposo alrededor de la cara.
Los resultados del procedimiento son duraderos, o relativamente permanentes debido al uso de tejido natural en lugar de rellenos y también debido a que las inyecciones se hacen a los músculos de expresión facial y mejoran la retención del injerto. Debido a que es un procedimiento sin incisiones, las inyecciones musculares autólogas faciales no dejan cicatrices y los resultados tienen apariencia natural.

## Complicaciones
Las complicaciones de las inyecciones musculares autólogas faciales son muy raras. El procedimiento es mínimamente invasivo y no requiere el uso de anestesia general, sin embargo, se usa anestesia local para impedir que el paciente sienta o dolor o incomodidad. Los procedimientos FAMI no son quirúrgicos, es un procedimiento que se lleva a cabo fuera de un hospital. Del informe 2011 de Técnicas avanzadas en liposucción y transferencia de grasa, se indicó que en 426 casos en más de 14 años no hubo reportes de complicaciones tales como citoesteatonecrosis, formaciones seudoquistes, infecciones u otros problemas.